# Побочный эффект (программирование)
Побо́чные эффе́кты (англ. side effects) — любые действия работающей программы, изменяющие среду выполнения (англ. execution environment). Например, к побочным эффектам относятся:
- доступ (чтение или запись) к объекту, определённому с модификатором volatile (англ.);
- изменение (запись) объекта;
- изменение файла;
- изменение поведения инструкций процессора, обрабатывающих числа с плавающей точкой (см. floating-point environment (англ.));
- вызов функции, выполняющей любое из перечисленных выше действий.

Побочный эффект функции — возможность в процессе выполнения своих вычислений: читать и модифицировать значения глобальных переменных, осуществлять операции ввода-вывода, реагировать на исключительные ситуации, вызывать их обработчики. Если вызвать функцию с побочным эффектом дважды с одним и тем же набором значений входных аргументов, может случиться так, что в качестве результата будут возвращены разные значения. Такие функции называются недетерминированными функциями с побочными эффектами.